# Сражение при Аппервиле
Сражение при Аппервиле (англ. The Battle of Upperville) произошло в округе Лаудон, штат Вирджиния, 21 июня 1863 года и представляло собой одно из сражений геттисбергской кампании американской гражданской войны.

## Предыстория
В июне 1863 года федеральная кавалерия упорно пыталась прорваться за линию кавалерийского прикрытия генерала Стюарта и выяснить текущее расположение Северовирджинской армии. Эти попытки привели к нескольким столкновениям, в ходе которых Стюарту удалось скрыть перемещение армии генерала Ли в долину Шенандоа. Федеральная кавалерия двигалась на запад по дороги Эшби-Гэп-Тенпайк. Стюарт задержал их в сражении при Элди, после чего отступил к Мидллбергу и там дал сражение при Мидллберге. После этого он отступил ещё дальше на запад, к реке Гуз-Крик.

## Гуз-Крик
В середине июня завершилась шестинедельная засуха, сразу после сражения при Мидллберге 19 июня начались дожди и залили всю лаудонскую долину. Во время этих дождей подошла кавалерийская бригада Уэйда Хэмптона и присоединилась к Стюарту, встав около бригады Робертсона у дороги Эшби-Гэп-Тенпайк. Бригада Чемблисса отправилась севернее и присоединилась к бригаде Джонса около селения Юнион. Бригада Манфорда стояла ещё севернее, прикрывая подступы к ущелью Сникерс-Гэп. Партизаны Джона Мосби проникали в расположение армии противника и сообщали информацию о её перемещениях.
Военный департамент настойчиво требовал от Альфреда Плезантона, командующего федеральной кавалерией, определить местонахождение армии Ли, но Плезантон так и не смог прорваться за позиции спешенной кавалерии Стюарта, поэтому 20 июня попросил помощи пехотой у V корпуса генерала Мида. Чтобы заставить Стюарта уйти со своих позиций Плезантон послал бригаду Джадсона Килпатрика вперед по Эшби-Гэп-Тенпайк, усилив его пехотной бригадой полковника Стронга Винсента, а роль резерва поручив кавалерийской дивизии Дэвида Грегга. Одновременно дивизия Джона Бафора старалась обойти противника с фланга.
Стюарт надеялся, что его люди отдохнут в субботу, однако его планам помешала федеральная артиллерия, которая открыла огонь по его позициям около 08:00 21 июня. Кавалерия Килпатрика пошла в наступление и людям Стюарту первое время удавалось сдерживать её, укрываясь за каменными оградами, оврагами и ручьями, но под конец южане были вынуждены отступать. Перед лицом наступающего противника южанам пришлось отводить свою артиллерию, но одно орудие вывезти не удалось из-за того, что взрывом снаряда были убиты лошади, и северяне сумели захватить это орудие. Это был первый случай, когда Стюарт потерял орудие в бою. Однако Стюарт сохранил ещё два орудия и начал отступать к Аппервилю.
Отойдя, они заняли оборону западнее селения Ректорс-Кроссроуд, у каменного моста через Гуз-Крик. Высокий западный берег реки позволял выгодно разместить на нём артиллерию. На этой позиции Стюарт ещё два часа сдерживал атаки федеральных всадников. Плезантон послал 6-й огайский кавалерийский полк и 4-й нью-йоркский в атаку на мост, он атака была отбита. Тогда Плезантон послал 83-й пехотный полк вверх по течению Гуз-Крик, чтобы вычислить и обойти правый фланг противника. Увидев угрозу своему флангу, и зная, что Бафор старается обойти его с севера, Стюарт приказал отступать дальше на запад.

## Аппервиль

### Вайнъярд-Хилл
Оставив рубеж на Гуз-Крик, бригады Стюарта заняли уже пятый рубеж обороны немного восточнее Аппервиля, на высотах у холма Виньярд-Хилл. Севернее шоссе встала бригада Робертсона, южнее — бригада Хэмптона. Для их поддержки было оставлено два орудия. Небольшой отряд был поставлен в тылу на случай прорыва противника.
Вскоре с востока подошли три кавалерийских полка Джадсона Килпатрика. Килпатрик построил 6-й огайский полк в три колонны севернее шоссе, 2-й нью-йоркский встал на шоссе, а 4-й нью-йоркский южнее шоссе. Полки пошли в атаку, и в это самое время с севера подошла дивизия Бафора. Увидев Бафора на своем левом фланге, бригада Робертсона запаниковала и сразу стала отступать назад, в Аппервиль. 4-й нью-йоркский начал их преследовать, но Хэпмтон атаковал их во фланг, а потом подошел 1-й северокаролинский полк, и федералы начали отступать. Килпатрик попытался удержать их, но не смог.
Тогда Плезантон послал в атаку четыре регулярных пока кавалерии — они атаковали правый фланг Хэмптона, но были отбиты. Теперь уже кавалеристы Хэпмтона пошли в контратаку, но были вскоре остановлены артиллерией Калефа. Килпатрик снова пошел в атаку на своем участке и снова был отбит.
В это время Робертсон сумел организовать своих людей и занять оборону западнее Аппервиля. Это позволило Хэмптону выйти из боя и отступить на этот новый рубеж обороны.
Когда Хэмпьон оставил позиции у Виньярд-Хилл, Плезантон отправил в преследование бригаду Грегга. Бригада прошла Аппервиль, вышла к Траппе-Роуд и неожиданно попала под обстрел бригады Робертсона. Федералам оставалось совсем недалеко до ущелья Эшби-Гэп, но солнце уже садилось и они остановили атаки.

### Траппе-Роуд
Дивизия Бафора не стала атаковать Аппервиль с севера, а повернула на запад, чтобы выйти в тыл Стюарту. Там на их пути развернулись бригады Джонса и Чемблисса, которые встали на линии Траппе-Роуд — дороги, ведущей в Аппервиль. Федеральный генерал Уильям Гэмбл вывел в поле три полка и атаковал противника, однако попал под жесткий огонь и сам потерял лошадь. Между тем бригада Дэвина отправилась севернее, чтобы встать правее Гэмбла.
Джонс и Чемблисс успели отвести орудия и сами начали отход, потеряв, по их словам, 18 человек убитыми и 30 ранеными. Гэмбл потерял 88 человек убитыми и ранеными.

## Последствия
На следующий день Плезантон отвел войска обратно к Элди. Он так и не смог прорваться в долину Шенандоа, однако счел все произошедшее несомненной победой. В своем рапорте вечером того дня он писал:

Мы так же захватили множество карабинов, пистолетов и сабель. Фактически, это был самый неудачный день для кавалерии мятежников. Наши потери в людях и лошадях невелики. Я никогда не видел людей, действующих лучше или же находящихся в более сложной ситуации.
Оригинальный текст (англ.)– We also took a large number of carbines, pistols, and sabres. In fact, it was a most disastrous day to the Rebel
cavalry. Our loss has been very small both in men and horses. I never saw the troops behave better, or under more
difficult circumstances. 
— Willard Glazier, Three Years in the Federal Cavalry С.81
Стюарт, со своей стороны, решил, что федеральная кавалерия более не представляет серьёзной угрозы и уже 22 июня начал думать о рейде вокруг Потомакской армии, который был согласован 24 июня, а 25 Стюарт уже отправился в свой знаменитый рейд.